# Giovanni Botero
Giovanni Botero (Bene Vagienna, 1544 – Torino, 23 giugno 1617) è stato un gesuita, scrittore e filosofo italiano, autore di Della Ragion di Stato, in dieci libri, Delle cause della grandezza delle città e Delle Relazioni Universali, un trattato di geografia politica.

## Biografia

### Gioventù e formazione
Giovanni Botero nacque a Bene nel 1544, anche se per lungo tempo la data di nascita rimase incerta in quanto nella parrocchia mancano i libri battesimali antecedenti al 1574.
Le notizie sulla sua gioventù sono scarse, le poche informazioni pervenute riportano che frequentò il collegio dei Gesuiti a Palermo. Nel 1560 si spostò nel collegio romano per seguire i corsi di dialettica e di logica e vi ritornò nuovamente tra il 1563 e il 1565 per completare la sua formazione in filosofia morale. Inoltre, si concentrò fin da giovane sullo studio della retorica, che prima imparò e poi insegnò, già all'età di soli 17 anni, in qualità di professore all'interno dei collegi gesuiti italiani e francesi, come a Billom tra il 1565 e il 1567 e a Parigi nel biennio 1567-69. Durante quest'ultimo perido, nel 1568, e per solo un anno, poiché l'anno seguente venne richiamato dalla Compagnia in Italia, prestò servizio presso la famiglia parigina dei Guisa. Oltre alla retorica, studiò sapientemente il latino, dandone prova nel poemetto, pubblicato a Cracovia nel 1573, di 370 versi esametri dedicato ad Enrico di Valois, divenuto re di Polonia. Al suo ritorno in patria i rapporti tra Botero e la Compagnia si fecero sempre più instabili, sia a causa del temperamento del giovane gesuita che del continuo rifiuto da parte dei suoi superiori di farlo partire come missionario in Asia e nel Nuovo Mondo. Tali frizioni portarono prima al suo trasferimento dal Collegio gesuita di Milano, poi a quello di Torino e successivamente alla sua esclusione "onorevole" dalla Compagnia di Gesù nel 1580.

### Prime opere e primi incarichi
Approfittando degli attriti con la Compagnia, a cui Botero però non volterà mai del tutto le spalle, l'arcivescovo e cardinale Carlo Borromeo cercò di avvicinarlo alla corte milanese e nel 1576 lo nominò suo segretario. In linea con le pratiche agiografiche, Botero non lasciò traccia del suo vissuto fino alla sua prima pubblicazione importante, all'età di 43 anni. La mancanza di informazioni riguardanti la prima parte della vita dell'autore si può parzialmente sopperire comprendendo il clima politico-religioso in cui Botero era immerso: gli anni successivi alla Pace di Cateau-Cambrésis, il conseguente controllo spagnolo della Lombardia e il tentativo di riorganizzazione del regno da parte di Emanuele Filiberto di Savoia. Gli otto anni che Giovanni Botero trascorse a Milano gli permisero anche di assistere alla riformazione della Chiesa durante il Concilio di Trento. Qui egli scrisse la sua prima opera importante - De regia sapientia - organizzata in tre libri e pubblicata nel 1583. Negli ultimi anni di vita di Carlo Borromeo pubblicò inoltre numerose opere, spesso fortemente volute dallo stesso committente San Carlo. Gli scritti di questa prima fase sono fortemente legati alla logica pastorale di Carlo Borromeo, il quale intendeva recuperare il rigorismo e la disciplina della regola agostiniana che la controriforma scaturita dal Concilio di Trento tentava di ristabilire.

### Botero in Francia
Alla morte di Borromeo, Botero rimase in Lombardia privo di incarichi ufficiali finché Carlo Emanuele I di Savoia lo inviò in Francia. La natura del compito, ancora una volta incerta, sembra fosse quella di prendere contatti con i membri della Lega Cattolica. Il soggiorno parigino, dal febbraio 1585 al dicembre 1585, gli permise di affiancarsi all'ambasciatore del duca in Francia René de Lucinge, con il quale pubblicò una nuova versione in francese del Dispregio del Mondo nell'ottobre del 1585. Al termine della sua permanenza a Parigi fece ritorno prima a Torino, in cui - nonostante fosse rimasto lontano dieci anni - vi trascorse breve tempo, poiché si trasferì nuovamente a Milano.

### Ritorno a Milano
Uno dei motivi del suo ritorno nella città dei Borromeo fu la precedente conoscenza del giovane Federico Borromeo, cugino molto vicino a Carlo. Il giovane principe, terminati gli studi e con la vocazione per il sacerdozio, fu affiancato da Botero che nell'agosto del 1586 lo condusse a Roma affinché ottenesse la porpora cardinalizia, investitura che ricevette alla fine dell'anno successivo.

### Periodo romano
A Roma Botero si fermò per quattordici anni, dal 1586 al 1599, e non solo per servire il suo principe. Infatti, dal momento che quest'ultimo aveva ottenuto il cardinalato ed era stato efficacemente introdotto nella Curia, la vita a Roma, tra la grande mole di notizie che giungevano nella città e la rete di amicizie che Botero aveva stretto, permise al Piemontese di dedicarsi ai suoi studi e di pubblicare alcune tra le sue più celebri opere come: Delle cause della grandezza della città, Della Ragion di Stato con le successive aggiunte all'edizione e Delle relazioni universali nelle prime quattro parti. Questo periodo, che rappresenta il più prolifico dell'intera vita di Botero, è contraddistinto dalla pubblicazione di opere finalizzate a creare un sapere politico e geografico al servizio della Chiesa cattolica. Ma a Roma non si dedicò unicamente alla scrittura, nel 1587 infatti, divenne consultore per la Congregazione dell'Indice, organo coordinato dal Sant'Uffizio, insieme a figure di spicco quali Silvio Antoniano, Roberto Bellarmino, Alfonso Chacon, Francisco Toledo e Lelio Pellegrini.

### Ritorno presso i Savoia, la Spagna e gli ultimi anni
Nel 1599, all'età di sessant'anni, Botero tornò a Torino chiamato da Carlo Emanuele I per ricoprire l'incarico di segretario, ma ancora una volta il soggiorno nella capitale sabauda fu breve. Infatti, tra il 1603 e il 1606, in quanto loro precettore, accompagnò i tre figli maggiori del duca presso la corte di Spagna, affinché terminassero la loro educazione e con la speranza del padre che la loro presenza nella penisola iberica migliorasse i rapporti tra i Savoia e Filippo III. In questi anni, insieme ai principi, pubblicò numerose biografie. Al suo rientro dalla Spagna, con i principi ormai maturi, nonostante mantenne il suo incarico di consigliere e primo segretario dei Savoia, ebbe modo di dedicarsi e terminare l'ultima parte delle Relazioni Universali. Sebbene i suoi incarichi verso la corte di Torino si fossero fatti meno impegnativi, rimase comunque al fianco di Carlo Emanuele, il quale gradiva il confronto con Botero su molteplici questioni. All'età di oltre settant'anni, su consiglio dei medici, si spostò a Savona in cerca di un clima più mite per alleviare i suoi problemi di salute.
Giovanni Botero morì il 23 giugno 1617 a 73 anni presso la casa del canonico Berardi nella parrocchia di San Tommaso e, come richiesto dal piemontese stesso, fu sepolto nella chiesa dei Santi Martiri eretta dai Gesuiti. La città di Torino, nel 1860, gli ha dedicato una via.

## L'opera di Giovanni Botero
Occorre tenere presente sin dall'inizio che Giovanni Botero s'impegna nella sua nota opera dal titolo emblematico di Ragion di Stato - dieci agili libri di circa 300 pagine, ove rimedita le tesi esposte nel suo De Regia Sapientia - in quanto ritiene essenziale combattere il machiavellismo per poter riaffermare la stretta dipendenza di ogni potere politico dalla Religione e dalla Chiesa (fu segretario di Federico Borromeo) ed approfondire gli studi sulla "Ragion di Stato", principalmente al fine di individuare un pensiero politico-guida alternativo a quello cui si riferivano le tesi dei Riformatori (quello cioè di Machiavelli e di Bodin). La controriforma, dunque, necessitava di un suo punto di riferimento in materia di scientia civilis (teoria politica), come aveva già fatto presente Monsignor Minuccio Minucci.
Il fine e, per alcuni aspetti, il metodo di Giovanni Botero può solo apparentemente e prima facie, richiamare quelli del Secretario Fiorentino Niccolò Machiavelli: egli infatti considera lo stato come un dominio assoluto e stabile sui popoli, e la ragion di stato secondo lui altro non è che l'insieme di tutti i metodi ("i mezi") e gli strumenti necessari e opportuni per conservare e gestire questo dominio. Ma in realtà, sia la sostanza del suo pensiero politico, che lo scopo ultimo cui esso è indirizzato, sono decisamente divergenti, tanto che egli arriva a definire "rea e falsa" la Ragion di Stato machiavelliana e giunge a sostenere che il Principe, rispettoso dei precetti religiosi, non ha bisogno di leggere né Machiavelli né Tacito.
Si comprende, allora, come la differenza principale del pensiero di Botero rispetto a quello di Machiavelli consista nell'importanza assegnata alla morale e alla religione come strumenti di governo e come sostanze della vera ragion di stato; l'uso spregiudicato di quella di natura machiavelliana, da parte del governante, dev'essere cioè temperato dall'applicazione di virtù, quali la moderazione e la giustizia, e dalla considerazione non solo strumentale della religione. Ciò, infatti, conferisce allo stesso quella reputazione indispensabile per ottenere obbedienza dai sudditi. Egli, peraltro, afferma che solo «...i sudditi devoti e religiosi siano sudditi ubbidienti». In questo senso Botero propone una ferma lotta alle eresie, che comportano dissidi fra i sudditi; lo stato deve essere confessionale e la ragion di stato comprende, al suo interno, la garanzia dell'ortodossia religiosa, la cui cura - nella divisione boteriana delle funzioni dello Stato - spetta alla Chiesa. 
Ulteriore fondamentale differenza con il pensatore fiorentino è l'importanza che Botero dà all'economia e alla demografia come parametro per la misurazione della potenza di uno Stato. Egli, invero, non fu giurista e, conseguentemente, pose l'accento sull'interesse. Pienamente conscio dell'importanza della variabile economica, Botero prende ad esempio la Spagna, incapace di promuovere manifatture e attività commerciali, come regno dalle risorse coloniali praticamente infinite, ma destinato ad essere relegato in secondo piano da Stati più dinamici nel campo dello sviluppo e della crescita dell'agricoltura e delle attività produttive interne.
Nell'ambito della polemica antieuropea, che portò, tra l'altro, a un'elaborazione del concetto di civiltà in opposizione a ciò che è barbaro o selvaggio, Botero ha tratteggiato il processo di incivilimento come passaggio dall'idolatria alla coscienza religiosa cristiana, dalla pastorizia all'agricoltura, all'attività industriale e commerciale; è un processo che richiede, inoltre, il costituirsi di governi stabili e la promulgazione di leggi certe.
Ci sono anche cause storiche per questo emergere di un ideale di sovrano antieroico e antilaico. In un'epoca in cui il potere assoluto era giunto ad una definitiva affermazione, le doti necessarie ad un sovrano non sono quelle necessarie a conquistare un potere, ma soprattutto quelle atte a reggerlo saldamente e a conservarlo nel tempo. Bisogna ammettere però, che lo Stato assoluto che andava affermandosi si presentava del tutto svincolato dalla morale, con l'imposizione di una politica cruda e realistica, lontana da ogni condizionamento o vuoto precetto intellettuale.

## Opere

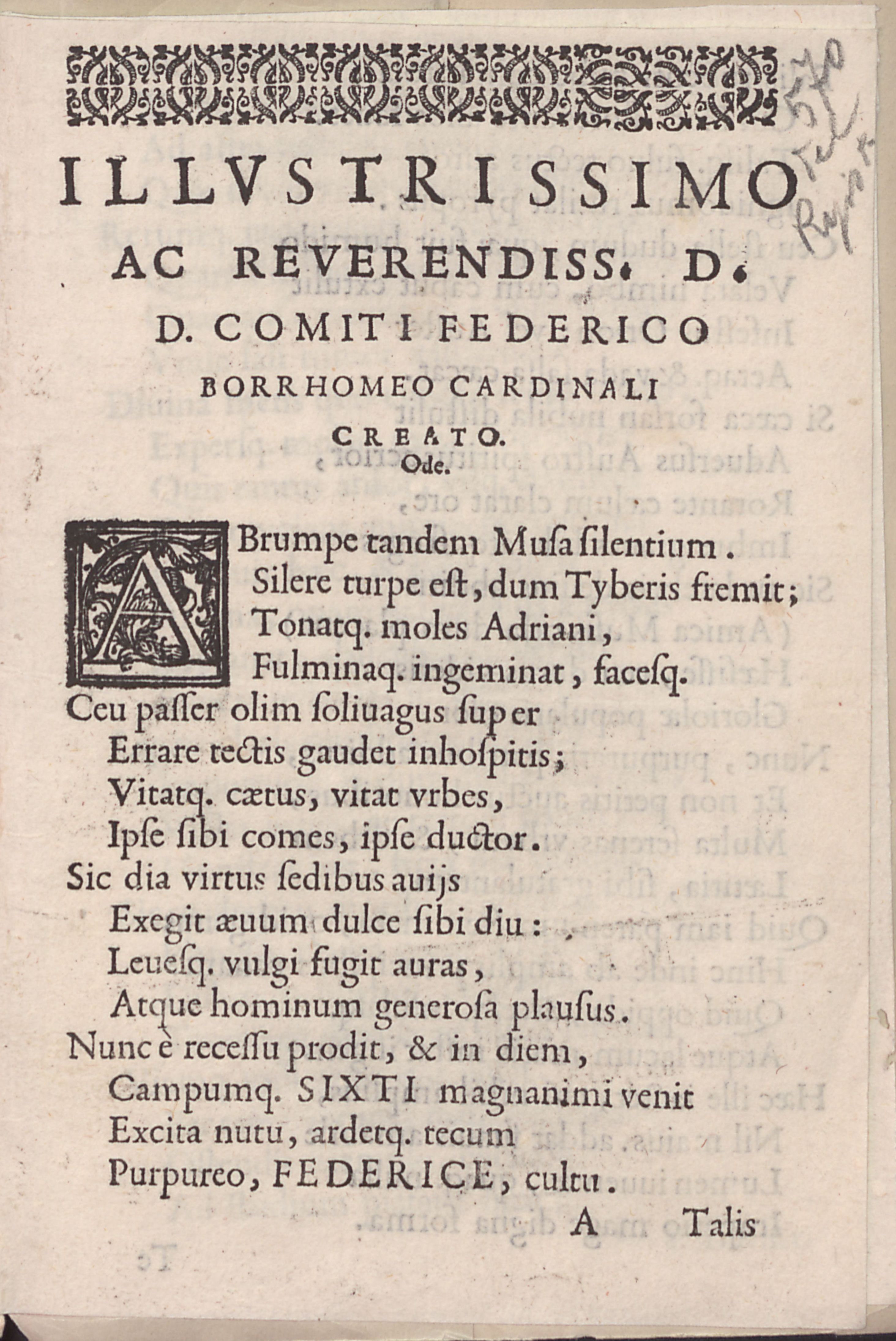
Illustrissimo ac reuerendiss. D.D. comiti Federico Borrhomeo cardinali creato. Ode, 1587

- Illustrissimo ac reuerendiss. D.D. comiti Federico Borrhomeo cardinali creato. Ode, Milano, Bartolomeo Bonfadino, 1587.
- Della ragion di stato, Venezia, Giovanni Giolito de Ferrari, Giovanni Paolo Giolito de Ferrari, 1589.
- Delle cause della grandezza e magnificenza delle città, 1588
- Delle Relazioni Universali, 1591-1618 (riedita con aggiunte e correzioni fino all'edizione del 1618)
- I Capitani, Giovan Domenico Tarino, Torino, 1607.

### Edizioni moderne
- Ragion di Stato (testo della prima edizione del 1589), a cura di Chiara Continisio, Collana Biblioteca n.23, Roma, Donzelli, 1997, ISBN 978-88-7989-315-2. - Collana Virgolette n.40, Donzelli, 2009, ISBN 978-88-60-36323-7.
- Le Relazioni universali (voll. I-II), a cura di Alice Blythe Raviola, Torino, Nino Aragno Editore, 2015, ISBN 978-88-8419-722-1.
- Delle cause della grandezza delle città, a cura di Romain Descendre, trad. A. De Vincentiis, Collana Cliopoli.Nuova serie, Roma, Viella, 2016, ISBN 978-88-6728-348-4.
- Della Ragion di Stato (edizione definitiva del 1598 con tutte le varianti del testo del 1589), a cura di Pierre Benedittini e Romain Descendre, Collana I Millenni, Torino, Einaudi, 2016, ISBN 978-88-06-22594-0.
- Delle cause della grandezza delle città, a cura di Claudia Oreglia, con un saggio di Luigi Firpo, Collana Biblioteca, Torino, Aragno, 2016, ISBN 978-88-8419-779-5.
- Le Relazioni universali (vol.III: Parte V), a cura di Alice Blythe Raviola, Torino, Aragno, 2017, ISBN 978-88-841-9924-9.
- I Capitani, a cura di Alice Blythe Raviola, Collana Biblioteca, Torino, Aragno, 2017, ISBN 978-88-841-9903-4.

## Dubbi circa la nascita
Secondo l'Enciclopedia Italiana Treccani del 1930 e secondo il comune di Torino che gli ha intitolato una via nel Quadrilatero Romano, il Botero sarebbe nato nel 1533. Secondo l'appendice del 1938 tuttavia, la Treccani lo fa nascere nel 1543 o 1544. Secondo l'Enciclopedia online Treccani invece sarebbe nato nel 1544.
L'Enciclopedia Britannica lo fa invece nascere nel 1540.

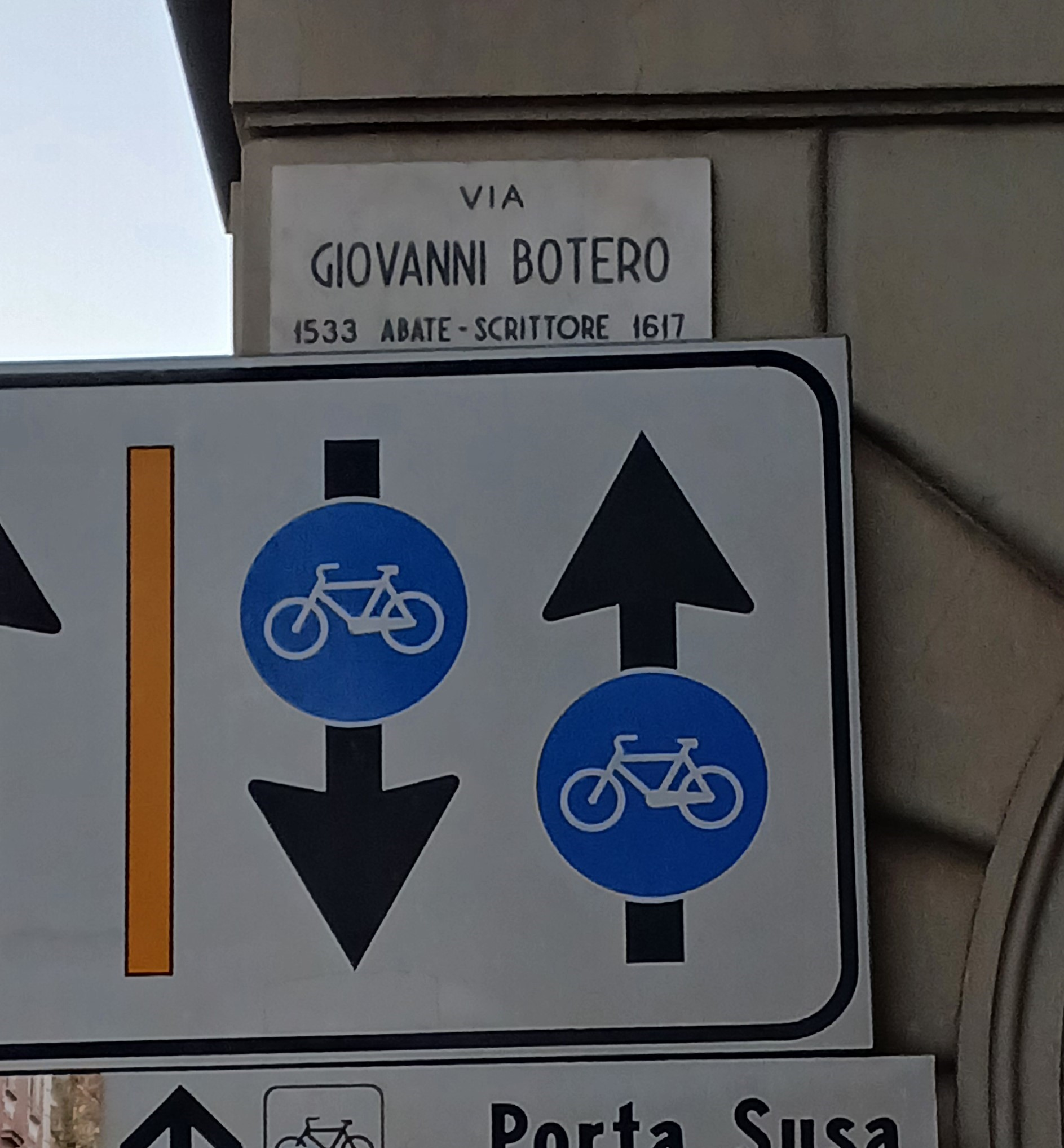
Via Giovanni Botero